# Praça Montevidéu

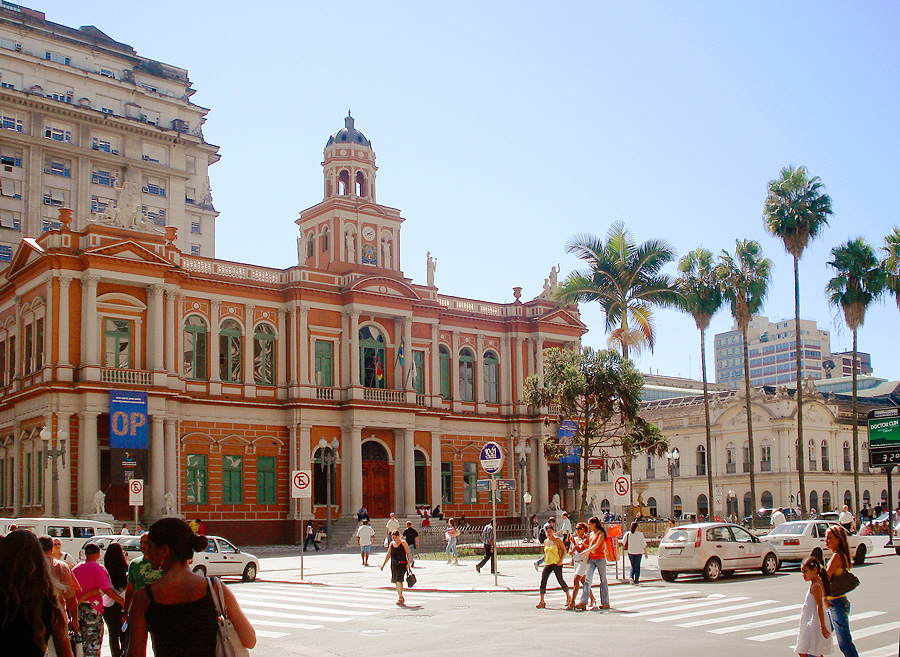
A Praça Montevidéu e o Paço Municipal

A Praça Montevidéu é um logradouro da cidade de Porto Alegre, capital do estado do Rio Grande do Sul. A praça está localizada no centro histórico da cidade, entre as ruas Sete de Setembro e Uruguai e o final da Avenida Borges de Medeiros, defronte ao Paço Municipal.
A origem da praça é relativamente obscura, sendo nos documentos oficiais frequentemente confundida com a Praça XV de Novembro. Contudo, desde 1810 o local já era citado, ainda sem nome, como sendo uma área de uso público, embora de propriedade particular, e devendo ser ampliado com um fragmento, ficando a antiga Rua dos Ferreiros (a atual Rua Uruguai) no meio. Em 1830 foi ordenada sua demarcação para a construção nela de um mercado de peixes, e é registrado que seu território estava sendo invadido e cercado por terceiros. Mais tarde, o próprio governo da província desejou construir no local um liceu, e de fato iniciou o alinhamento do prédio, mas a Câmara embargou as obras alegando que o espaço já era praça pública.
Sua consolidação como logradouro só se deu em 1855, com a expedição de certificados de desapropriação dos terrenos inclusos, processo encerrado em 1858, mas o espaço permaneceria sem urbanização ainda por sessenta anos. Em 1901, em seu limite norte, foi erguido o Paço Municipal, quando seu nome foi definido como Praça Municipal. O ajardinamento da praça, em 1927, foi obra do intendente Otávio Rocha, que mandou criar um canteiro verde em forma de elipse no centro. Em 1935, no centenário da Revolução Farroupilha, o canteiro recebeu uma fonte doada pela colônia espanhola, sendo o nome do logradouro mudado para Praça Montevidéu.
Na praça Montevidéu encontram-se a Fonte Talavera, a placa de Guilherme Socias Villela (ex-prefeito de Porto Alegre) e o marco zero da cidade.